# 辛瑟山
47°18′08″N 9°50′44″E / 47.302341°N 9.845525°E

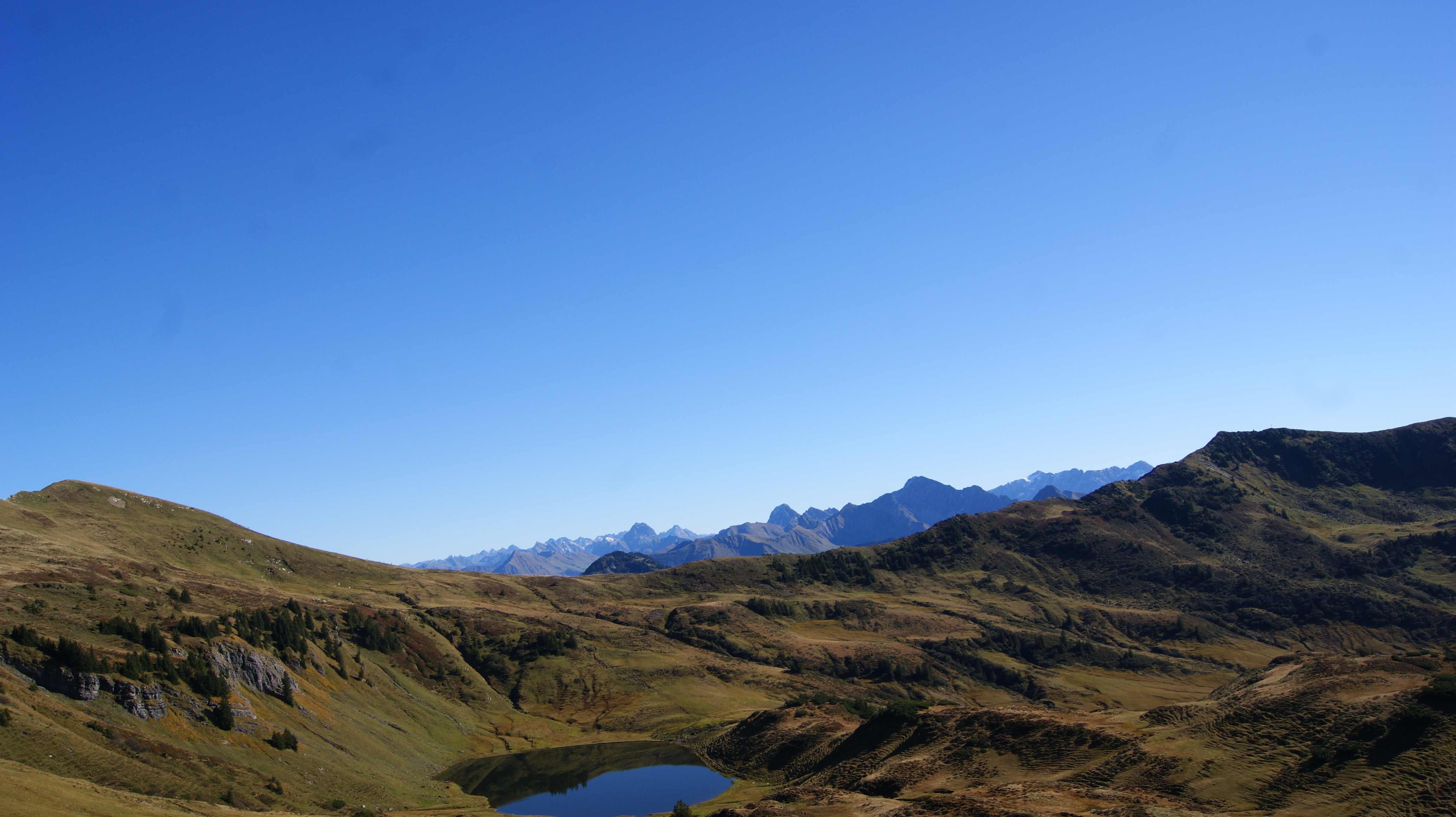

辛瑟山（德語：Sünserkopf），是奧地利的山峰，位於該國西部，由福拉爾貝格州負責管轄，屬於布雷根茨森林山脈的一部分，海拔高度2,032米，每年平均降雨量1,852毫米。